# Католинская волость
Католи́нская волость — административно-территориальная единица в составе Рославльского уезда Смоленской губернии.
Административный центр — село Католино.

## История
Волость была образована в ходе реформы 1861 года. Являлась самой южной волостью уезда и всей Смоленской губернии.
В ходе укрупнения волостей, в 1924 году Католинская волость была упразднена, а её территория включена в состав Корсиковской волости.
Ныне территория бывшей Католинской волости разделена между Мглинским, Клетнянским и Суражским районами Брянской области.

## Населённые пункты
По состоянию на 1904 год, в состав волости входили следующие населённые пункты:
- хутор Барсуки
- хутор Водинский
- деревня Вьюково
- хутор Вьюково
- деревня Затесье
- деревня Зимница
- село Католино
- хутор Малахов
- деревня Мамаевка
- деревня Марьинское
- деревня Николаевка
- деревня Свара
- хутор Тарасово
- хутор Холмы
- деревня Ширковка
- почтовая станция Ширковка
- речной перевоз Ширковский